# Pettendorf
Pettendorf település Németországban, azon belül Bajorországban. Lakosainak száma 3497 fő (2023. december 31.).

## Népesség
A település népessége az elmúlt években az alábbi módon változott:
| Lakosok száma | 900  | 1184 | 1585 | 2577 | 3264 | 3294 | 3284 | 3306 | 3507 | 3497 |
|               | 1875 | 1950 | 1975 | 1987 | 2012 | 2014 | 2016 | 2017 | 2021 | 2023 |